# Mari Rantasila
Ritva Leena Mari Rantasila (Pori, 7 gennaio 1963) è un'attrice e cantante finlandese.

## Filmografia parziale

### Attrice
- Ombre nel paradiso (Varjoja paratiisissa), regia di Aki Kaurismäki (1986)
- Amleto si mette in affari (Hamlet liikemaailmassa), regia di Aki Kaurismäki (1987)
- Ameriikan raitti, regia di Lauri Törhönen (1990)
- Pieniä eroja (2002)
- Raid, regia di Tapio Piirainen (2003)
- Eläville ja kuolleille, regia di Kari Paljakka (2005)
- Aavan meren tällä puolen (2007)

### Regista
- Risto Räppääjän (2008)
- Risto Räppääjä ja polkupyörävaras (2009)

## Discografia
- Salainen elämä (1987)
- Auringossa (1989)
- Kaipuun kääntöpiiri (1993)
- Vain rakkaus (2000)
- Meidän matka (2001)
- Jotain ohi on... (2003)
- Kummalliset unet – Hectorin lauluja (2008)